# Lijst van luchthavens in Israël
Dit is een lijst van luchthavens in Israël.
| Bediende stad              | ICAO                       | IATA                       | Naam luchthaven                                                     |
| Internationale luchthavens | Internationale luchthavens | Internationale luchthavens | Internationale luchthavens                                          |
| -------------------------- | -------------------------- | -------------------------- | ------------------------------------------------------------------- |
| Israël - Nationwide        | LLBG                       | TLV                        | Luchthaven Ben-Gurion                                               |
| Eilat                      | LLOV                       | VDA                        | Luchthaven Ovda                                                     |
| Eilat                      | LLET                       | ETH                        | Luchthaven Eilat (Luchthaven J. Hozman)                             |
| Haifa                      | LLHA                       | HFA                        | Luchthaven Haifa (Luchthaven U. Michaeli)                           |
| Jeruzalem                  | LLJR                       | JRS                        | Luchthaven Atarot1 (Jerusalem Airport) - in onbruik geraakt         |
| Binnenlandse luchthavens   |                            |                            |                                                                     |
| Beër Sjeva                 | LLBS                       | BEV                        | Luchthaven Be'er Sheva (Luchthaven Teyman of Luchthaven Sde Teiman) |
| Herzliya                   | LLHZ                       | HRZ                        | Luchthaven Herzliya                                                 |
| Kfar Sirkin                |                            |                            | Luchthaven Kfar Sirkin                                              |
| Megiddo                    | LLMG                       |                            | Luchthaven Megiddo                                                  |
| Kirjat Sjmona              | LLKS                       | KSW                        | Luchthaven Kiryat Shmona                                            |
| Rosh Pinna                 | LLIB                       | RPN                        | Luchthaven Rosh Pina (Luchthaven Ben Ya'akov)                       |
| Tel Aviv                   | LLSD                       | SDV                        | Luchthaven Sde Dov (Luchthaven Dov Hoz)                             |
| Landingsstroken            |                            |                            |                                                                     |
| Betzet                     |                            |                            | Vliegveld Betzet                                                    |
| Ein Sjemer (Eyn-Shemer)    | LLES                       |                            | Vliegveld Ein Sjemer                                                |
| Ein Yahav (Eyn-Yahav)      | LLEY                       | EIY                        | Vliegveld Ein Yahav                                                 |
| Fiq                        | LLFK                       |                            | Vliegveld Fiq1                                                      |
| Massada                    | LLMZ                       | MTZ                        | Vliegveld Bar Yehuda                                                |
| Mitzpe Ramon               | LLMR                       | MIP                        | Vliegveld Mitzpe Ramon                                              |
| Sdom (Sodom)               |                            | SED                        | Vliegveld Sdom (Hashnayim Airfield)                                 |
| Yotvata                    |                            | YOT                        | Vliegveld Yotvata                                                   |
| Militaire luchtbasissen    |                            |                            |                                                                     |
| Beër Sjeva                 | LLHB                       |                            | Luchtbasis Hatzerim                                                 |
| Hatzor Ashdod              | LLHS                       |                            | Luchtbasis Hatzor                                                   |
| Megiddo                    | LLRM                       |                            | Luchtbasis Ramat David                                              |
| Mitzpe Ramon               | LLRD                       |                            | Luchtbasis Ramon                                                    |
| Nevatim                    | LLNV                       | VTM                        | Luchtbasis Nevatim                                                  |
| Palmachim                  |                            |                            | Luchtbasis Palmachim                                                |
| Tel Nof (Tel Nov)          | LLEK                       |                            | Luchtbasis Tel Nof                                                  |
| Eilat                      | LLOV                       | VDA                        | Luchtbasis Ovda                                                     |

1 Gelegen in de door Israël bezette gebieden.